# Заярск
Зая́рск — посёлок в Нижнеилимском районе Иркутской области России. Административный центр бывшего Заярского муниципального образования, ныне на межселенных территориях. Находится примерно в 90 км к юго-западу от районного центра.

## История
Посёлок возник в 1933 году как пристань и перевалочный пункт на Ангаре. В 1940 году присвоен статус рабочего посёлка. В 1946—1953 годах был центром Заярского района. Началом конца посёлка стало строительство Братского водохранилища. Первоначально в посёлок были переселены жители окрестных сел и деревень попавших в зону затопления. Но с поднятием уровня в водохранилище была затоплена и большая часть поселка, располагавшаяся между берегом реки и высоким яром; сохранилась окраина посёлка находившаяся на высоком уступе. В 1964 году посёлок был преобразован в сельский населённый пункт, поссовет ликвидирован и посёлок передан в состав Видимского поссовета. В 1967 году образован сельсовет.

## Население
| 1936 | 1940  | 1959  | 1977 | 1985 | 2002 | 2010 |
| ---- | ----- | ----- | ---- | ---- | ---- | ---- |
| 1593 | ↗4890 | ↗6440 | ↘342 | ↘290 | ↘99  | ↘51  |
| 2011 | 2012  |       |      |      |      |      |
| ↘50  | ↘47   |       |      |      |      |      |

По данным Всероссийской переписи, в 2010 году в посёлке проживал 51 человек (27 мужчин и 24 женщины).

## Инфраструктура
В 1961 года в Заярске имелось 1047 государственных кооперативных строений, средняя и семилетняя школы, амбулатория, пожарное депо, кирпичный завод.
В 2015 году в посёлке располагались метеостанция, дизельная электростанция, водозабор.